# Giuliano Ferraris
Giuliano Ferraris (* 16. Februar 1935 in Bormio; † 7. Februar 2016) war ein italienischer Eishockeytorwart, der in den 1950er und 1960er Jahren für den HC Bozen spielte, mit dem er 1963 italienischer Meister wurde.

## Karriere
Ferraris, der aus dem lombardischen Bormio stammte, spielte für den HC Bozen und war Torwart der Mannschaft, die 1963 den ersten Meistertitel der Vereinsgeschichte gewann. Lediglich von 1959 bis 1961 stand er nicht in Bozen, sondern beim HC Ortisei in Gröden auf dem Eis.
In der zweiten Hälfte der 1950er Jahre spielte Ferraris in der Italienischen Nationalmannschaft. Er nahm mit den Azzurri an den Winterspielen 1956 in Cortina d’Ampezzo teil, als die Mannschaft mit Platz sieben das beste Olympia-Ergebnis ihrer Geschichte erzielte. Drei Jahre später vertrat er seine Farben bei der Weltmeisterschaft in der Tschechoslowakei und belegte mit den Italienern dort den zehnten Rang.
Ferraris starb im Februar 2016 nach langer Krankheit.

## Erfolge und Auszeichnungen
- 1963 Italienischer Meister mit dem HC Bozen